# ناحیه عنس
ناحیهٔ عنس (به عربی: مدیریة عنس) یک ناحیه در یمن است که در استان ذمار واقع شده‌است. ناحیهٔ عنس ۱۱۹٬۱۲۴ نفر جمعیت دارد.